# Acrocordiella
Acrocordiella — рід грибів родини Requienellaceae. Назва вперше опублікована 1982 року.

## Види
База даних Species Fungorum станом на 18.11.2019 налічує 2 види роду Acrocordiella:
- Acrocordiella occulta (Romell) O.E.Erikss., 1982
- Acrocordiella omanensis Maharachch., K.D.Hyde & Al-Sadi, 2018